# Xanthorhoe tromsoensis
Xanthorhoe tromsoensis là một loài bướm đêm trong họ Geometridae.